# Marathon van Frankfurt 1988
De marathon van Frankfurt 1988 werd gelopen op zondag 30 oktober 1988. Het was de zevende editie van deze marathon.
De Nederlander Jos Sasse kwam bij de mannen als eerste over de streep in 2:13.15. Hij had een halve minuut voorsprong op de Duitser Martin Grüning, die voor de marathonafstand 2:13.46 nodig had. Bij de vrouwen won de Noorse Grete Kirkeberg de wedstrijd.
In totaal schreven 5575 lopers zich in voor de wedstrijd, waarvan er 4492 finishten.

## Uitslagen

### Mannen
| rang   | naam                 | land | tijd    |
| ------ | -------------------- | ---- | ------- |
| Goud   | Jos Sasse            | NED  | 2:13.15 |
| Zilver | Martin Grüning       | GER  | 2:13.46 |
| Brons  | Ieuan Ellis          | WAL  | 2:14.05 |
| 4      | Kurt Stenzel         | GER  | 2:15.44 |
| 5      | Jorge Rivera         | CHI  | 2:16.01 |
| 6      | Bruno Lafranchi      | SUI  | 2:17.50 |
| 7      | Hans-Jürgen Orthmann | GER  | 2:17.50 |
| 8      | Vaclav Patek         | CZE  | 2:18.19 |
| 9      | Mehmet Terzi         | TUR  | 2:18.49 |
| 10     | Ivan Uvizl           | CZE  | 2:19.19 |

### Vrouwen
| rang   | naam                 | land | tijd    |
| ------ | -------------------- | ---- | ------- |
| Goud   | Grete Kirkeberg      | NOR  | 2:35.44 |
| Zilver | Anna-Isabel Holtkamp | GER  | 2:37.44 |
| Brons  | Monica Regonesi      | CHI  | 2:40.28 |
| 4      | Elsa Calderon        | CHI  | 2:42.03 |
| 5      | Gudrun de Pay        | GER  | 2:42.19 |
| 6      | Wilma Rusman         | NED  | 2:43.23 |
| 7      | Ayla Tosun           | GER  | 2:43.32 |
| 8      | May-Britt Aastad     | SWE  | 2:47.13 |
| 9      | Maria Kawiorska      | POL  | 2:48.03 |
| 10     | Edeltraud Pohl       | GER  | 2:48.47 |

1981 ·
1982 ·
1983 ·
1984 ·
1985 ·
1986 ·
1987 ·
1988 ·
1989 ·
1990 ·
1991 ·
1992 ·
1993 ·
1994 ·
1995 ·
1996 ·
1997 ·
1998 ·
1999 ·
2000 ·
2001 ·
2002 ·
2003 ·
2004 ·
2005 ·
2006 ·
2007 ·
2008 ·
2009 ·
2010 ·
2011 · 
2012 · 
2013 · 
2014 · 
2015 · 
2016 · 
2017